# Associazione Sportiva Casale F.B.C. 1958-1959
Questa voce raccoglie le informazioni riguardanti l'Associazione Sportiva Casale F.B.C. nelle competizioni ufficiali della stagione 1958-1959.

## Rosa
| N. |                   | Ruolo | Calciatore            |
| -- | ----------------- | ----- | --------------------- |
|    | Italia (bandiera) | C     | Pier Luigi Belvisotti |
|    | Italia (bandiera) | D     | Orlando Bertini       |
|    | Italia (bandiera) | A     | Alfio Bonizzoni       |
|    | Italia (bandiera) | C     | Carlo Carangiu        |
|    | Italia (bandiera) | A     | Giovanni Cuzzoni      |
|    | Italia (bandiera) | C     | Carlo Fante           |
|    | Italia (bandiera) | C     | Gian Franco Ferraris  |
|    | Italia (bandiera) | D     | Luigi Gorlani         |
|    | Italia (bandiera) | A     | Vinicio Mancini       |
|    | Italia (bandiera) | D     | Giuseppe Moretti      |

| N. |                   | Ruolo | Calciatore            |
| -- | ----------------- | ----- | --------------------- |
|    | Italia (bandiera) | A     | Ugo Moro              |
|    | Italia (bandiera) | C     | Giuseppe Mastrototaro |
|    | Italia (bandiera) | A     | Giovanni Pasqualini   |
|    | Italia (bandiera) | D     | Giorgio Pizziolo      |
|    | Italia (bandiera) | C     | Gianpaolo Rebecchi    |
|    | Italia (bandiera) | P     | Vincenzo Reverchon    |
|    | Italia (bandiera) | P     | Giuseppe Rossi        |
|    | Italia (bandiera) | A     | Adriano Russi         |
|    | Italia (bandiera) | D     | Cesare Turola         |